# Marmosa demerarae
Marmosa demerarae, popularmente designada cuíca, jupati, chichica, quaiquica e guaiquica, é uma espécie de marsupial da família dos didelfiídeos (Didelphidae). É conhecida em inglês como long-furred woolly mouse opossum e em espanhol como marmosa lanuda de pelo largo, que traduzido para o português significaria cuíca-lanosa-de-pêlo-longo ou cuíca-lanosa-de-pêlo-grande. Pode ser encontrada na Bolívia, Brasil, Peru, Venezuela, Guiana, Suriname e Guiana Francesa. Foi anteriormente atribuído ao gênero Micoureus, que se tornou um subgênero de Marmosa em 2009. Geralmente vive em floresta tropical úmida abaixo de 1 200 metros de altitude, como nos Andes e planícies circundantes. É frequentemente encontrado em plantações ou outras áreas perturbadas, bem como em florestas perenes.

## Etimologia
A designação popular cuíca advém do tupi *ku'ika, enquanto guaiquica do também tupi *wai-kuíka. Já a designação chichica tem origem desconhecida.